# Stück (Salzmaß)
Stück war ein Maß im Salzhandel und in den Salzwerken.
Das Stück Salz konnte 1 ¼, 1 ½, 2  oder 3 Scheffel an Volumen betragen.
In Preußen war das Stück durch den Salzscheffel in seiner Größe mit 2749 ½ Pariser Kubikzoll, also 54,54 Liter, berechenbar.
Zum Reinigen von Salz hatte eine Setzpfanne in den Salinen von Schönebeck und Magdeburg mit einer Fläche von 18 mal 16 Fuß und einer Tiefe von 15 Zoll ein Fassungsvermögen von 120 Stück. Das Stück hatte hier 1 ½ Salz- oder Berliner Scheffel.
In Kösen lieferte zum Beispiel ein Gesöde 21 Stück Salz. Hier rechnete man mit dem Dresdener Metzen und ein Stück hatte 16 Metzen. Eine Jahresproduktion hatte 192000 Stück.
Unter einem Salzstück verstand man auch so viel Salz, als in einer Pfanne in einem Prozess gesotten wurde. Nicht überall war ein Salzstück gleich einem Korb Salz und dann noch von gleicher Quantität.
- An einigen Orten: 1 Korb = 2 bis 3 Scheffel
- In Schöningen: 1 Korb = 1 Metze
- In Halle (Saale): 1 Stück Salz = 2 Körbe[1]